# دالي كلايتون
دالي كلايتون (بالإنجليزية: Dale Clayton)‏ هو عالم حشرات أمريكي، ولد في 23 أكتوبر 1957.